# Trismegistia rigidicaulis
Trismegistia rigidicaulis är en bladmossart som beskrevs av Brotherus 1925. Trismegistia rigidicaulis ingår i släktet Trismegistia och familjen Sematophyllaceae. Inga underarter finns listade i Catalogue of Life.